# Geocapromys
A Geocapromys az emlősök (Mammalia) osztályának rágcsálók (Rodentia) rendjébe, ezen belül a hutiák (Capromyidae) családjába tartozó nem.

## Rendszerezés
A nembe az alábbi 3 faj tartozik:
- jamaicai hutia (Geocapromys brownii) J. B. Fischer, 1829 - típusfaj
- bahama-szigeteki hutia (Geocapromys ingrahami) J. A. Allen, 1891
- †Geocapromys thoracatus True, 1888 – egykor a Little Swan szigeten élt, a Hondurasi öbölben

Az alábbi 3 faj, csak kövületekből ismert:
- †Geocapromys columbianus (Chapman, 1892) - egyes tudós szerint az 1500-as években még létezett
- †Geocapromys megas Varona & Arredondo, 1979
- †Geocapromys pleistocenicus Varona & Arredondo, 1979